# Xirocourt
Xirocourt település Franciaországban, Meurthe-et-Moselle megyében. Lakosainak száma 452 fő (2022. január 1.). Xirocourt Affracourt, Bralleville, Germonville, Jevoncourt, Praye, Saint-Firmin, Tantonville, Vaudeville és Vaudigny községekkel határos.

## Népesség
A település népessége az elmúlt években az alábbi módon változott:
| Lakosok száma | 309  | 310  | 403  | 449  | 457  | 454  | 442  | 442  | 443  | 452  |
|               | 1968 | 1982 | 1999 | 2006 | 2011 | 2015 | 2017 | 2018 | 2020 | 2022 |